# Нове Село (присілок, Бежецький район)
Нове Село (рос. Новое Село) — село в Бежецькому районі Тверської області Російської Федерації.
Населення становить 8 осіб. Входить до складу муніципального утворення Сукроменське сільське поселення.

## Історія
Від 2005 року входить до складу муніципального утворення Сукроменське сільське поселення.

## Населення
1. Н/Д[2]